# Scyrotis
Genre
Scyrotis est un genre de lépidoptères (papillons) de la famille des Cecidosidae. 

## Répartition
Le genre Scyrotis est présent uniquement sur le continent africain. On le rencontre notamment en Namibie (Scyrotis alticolaria, Scyrotis brandbergensis, Scyrotis namakarooensis), en Afrique du Sud (Scyrotis granosa, Scyrotis natalensis, Scyrotis pulleni, Scyrotis trivialis), ou encore au Zimbabwe (Scyrotis matoposensis).

## Liste des espèces
Selon GBIF (21 avril 2023) :
- Scyrotis alticolaria Mey, 2007
- Scyrotis athleta Meyrick, 1909
- Scyrotis brandbergensis Mey, 2007
- Scyrotis granosa (Meyrick, 1912)
- Scyrotis kochi Mey, 2007
- Scyrotis matoposensis Mey, 2007
- Scyrotis namakarooensis Mey, 2007
- Scyrotis natalensis Mey, 2011
- Scyrotis pulleni Mey, 2007

## Classification
Le genre est décrit par l'entomologiste britannique Edward Meyrick en 1909,.
Scyrotis a pour synonymes :
- Liopseustis Meyrick, 1928
- Ptisanora Meyrick, 1913